# Rhaptonema bakeriana
Rhaptonema bakeriana är en tvåhjärtbladig växtart som beskrevs av Friedrich Ludwig Diels. Rhaptonema bakeriana ingår i släktet Rhaptonema och familjen Menispermaceae. Inga underarter finns listade i Catalogue of Life.